# U 354
U 354 war ein deutsches U-Boot vom Typ VII C, das im Zweiten Weltkrieg von der deutschen Kriegsmarine im Nordmeer bei einer Wetterunternehmung der Wehrmacht und im Kampf gegen die Nordmeergeleitzüge eingesetzt wurde.

## Bau und Technische Daten

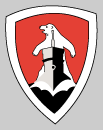
11. U-Flottille

Die Flensburger Schiffbaugesellschaft war weniger stark in das U-Boot-Bauprogramm der Kriegsmarine eingebunden. In Flensburg sollten, neben notwendigen Reparaturen und Überholungen, jährlich sechs neue Boote des Typs VII C produziert werden. Doch mehrere Luftangriffen auf die Stadt führten schließlich zur Einstellung der dortigen U-Boot-Produktion.
Die besagten VII-Boote wurden auch „Atlantikboote“ genannt. Die 66,5 m langen U-Boote verdrängten in getauchtem Zustand 871 m³ Wasser und wurden bei Unterwasserfahrt von zwei Elektromotoren mit insgesamt 750 PS zu einer Höchstgeschwindigkeit von 7,6 Knoten (kn) angetrieben. Bei Überwasserfahrt lag diese zwischen 17,0 und 17,7 kn und wurde durch zwei zwischen 2800 und 3200 PS-starke Dieselmotoren ermöglicht.
Im März des Jahres 1942 wurden insgesamt zwölf Boote des Typs VII C durch die Kriegsmarine in Dienst gestellt. Am Turm führte U 354 – neben dem Zeichen der 11. U-Flottille – ein Wappen mit einer Hand, die unterhalb eines eiszapfenverhangenen Himmels mit einem Dreizack ins Wasser zielt.

## Einsatz und Geschichte
Am 22. April stellte Kapitänleutnant Herbschleb U 354 in Dienst. Bis Ende September gehörte das Boot zur 5. U-Flottille und unternahm vom Stützpunkt in Kiel aus Übungsfahrten in der Ostsee zum Training der Besatzung. Im Oktober gehörte das Boot kurzzeitig als Frontboot zur 1. U-Flottille, blieb aber ohne Einsatz. Dann verlegte U 354 im Anschluss an eine Unternehmung im Nordmeer nach Narvik. Bis Mai 1943 war es der in Bergen stationierten 11. U-Flottille als Frontboot zugeteilt. Im Juni kam es zur neu aufgestellten 13. U-Flottille in Trontheim, wo es bis zu seiner Versenkung verblieb. Am 22. Februar 1944 übernahm Oberleutnant Sthamer das Kommando auf U 354, das er bis zur Versenkung des Bootes innehatte.

### Wettertrupp Svartisen
Alle elf Unternehmungen von U 354 führten das Boot ins Nordmeer. Im Winter 1943 setzte das Boot den Wettertrupp Svartiesen auf Hopen ab. Das Boot erreichte die kleine Insel östlich von Spitzbergen am 27. Oktober. Kommandant Herbschleb ließ das Boot in 400 m Entfernung östlich der Hütte Husdalen ankern. Der größte Teil des Materials und der Wettertrupp wurden bis zum Abend des nächsten Tages mit drei Schlauchbooten und einem Rettungsboot, das bei der Hütte vorgefunden worden war, übergesetzt. Die Besatzung reparierte das schadhafte Rettungsboot nach jeder Überfahrt und dichtete es neu ab, da es mehrmals leck schlug.
Am 29. Oktober musste Kommandant Herbschleb aufgrund aufkommenden schlechten Wetters zunächst den Ankerplatz verlegen lassen und schließlich U 354 mehr als 1000 m weit seewärts in 60 m Tiefe auf Grund legen lassen. Neun Besatzungsmitglieder des Bootes verblieben beim Wettertrupp an Land und suchten Schutz in der 35 m² großen Hütte. Erst am 31. Oktober konnte die Anlandung der Materialien beendet werden. Anschließend reihte sich U 354 in einen Suchstreifen der U-Boot-Gruppe Eisenbart ein und kehrte am 6. Dezember 1943 nach Hammerfest zurück.
Im Juni des folgenden Jahres nahm U 354 die Forscher wieder auf.

### Geleitzüge
U 354 nahm an mehreren Geleitzugschlachten gegen die Versorgungskonvois teil, die Güter und Material nach Archangelsk oder Murmansk lieferten. Das Boot gehörte zu U-Boot-Gruppen, die gegen die Geleitzüge RA 57, JW 58, RA 58, JW 55B, RA 59 und JW 59 eingesetzt wurden.

## Versenkung
Kommandant Sthamer entdeckte am Morgen des 24. August 1944 den Konvoi JW 59 und wurde bei dem Versuch, den Geleitzug zu verfolgen, von der britischen Sloop Mermaid geortet. Unterstützt durch die Kriegsschiffe Peacock, Loch Dunvegan und Keppel griff die Mermaid das geortete U-Boot mehrmals mit Wasserbomben an und verharrte bis zum Abend im Seegebiet, bis ein auftreibender Ölteppich, der schließlich eine Ausdehnung von zehn Kilometern erreichte, die Versenkung des Bootes anzeigte. U 354 sank auf der Position 72° 49′ 0″ N, 30° 41′ 0″ O, in der Barentssee nordöstlich des Nordkaps.